# Sofia di Pomerania-Wolgast
Sofia di Pomerania-Wolgast (1460 – Wismar, 26 aprile 1504) fu principessa di Pomerania e duchessa consorte del Meclemburgo dal 1478 al 1504.

## Biografia
Sofia era figlia di Eric II di Pomerania-Wolgast (morto nel 1474) e di sua moglie Sofia (morta nel 1497). Suo fratello era Boghislao X (1454-1523), che governò l'intera Pomerania per quasi cinquant'anni come un unico territorio. Sotto il suo regno la regione conobbe un periodo di prosperità: Stettino fu elevata nel 1491 al rango di residenza ducale, mentre l'amministrazione ducale creò imprese, introdusse un insieme ordinato di imposte e mantenne la pace.
Il ducato di Meclemburgo era molto interessato ad un'alleanza dinastica con la casata di Pomerania: Sofia venne dapprima fidanzata a Giovanni V, ma dopo la sua morte entrò in un monastero, facendo un voto di castità perpetua. Tuttavia il fratello del precedente fidanzato, Magnus II di Meclemburgo, desiderava assicurare la stabilità del confine con la Pomerania e quindi aspirava al matrimonio con la principessa. Sposò Sofia, il 29 maggio 1478 contro le leggi ecclesiastiche. Il 3 aprile 1486 Sofia ricevette infine la dispensa dai voti, con l'obbligo però con di fornire annualmente tre braccia d'indumenti di lana bianca in memoria della Vergine Maria. Magnus II fu insignito nel 1487 dal papa della "Rosa d'oro della virtù", uno dei più alti onori ecclesiastici.
Come luogo di sepoltura scelse il monastero domenicano di Wismar, presso l'altare maggiore della chiesa del convento, nonostante che tutti i suoi congiunti e il marito fossero sepolti nella chiesa di Münster. Fu sepolta a Wismar anche sua sorella Margherita, morta nel 1526. La sua lastra tombale di bronzo rappresenta a grandezza naturale la duchessa riposante su una coperta di melograni. Dal 1880 la sua tomba venne spostata nella chiesa di Santa Maria di Wismar e dopo la distruzione di questa in una delle cappelle laterali settentrionali della chiesa di San Nicola della città.

## Discendenza
Sofia e Magnus ebbero sette figli:
- Enrico (1479-1522);
- Dorotea (1480-1537);
- Sofia (1481-1503), sposò il principe elettore Giovanni di Sassonia;
- Eric (1483-1508);
- Anna (1485-1525), sposò il langravio Guglielmo II d'Assia;
- Alberto (1486-1547);
- Caterina (1487-1561), sposò Enrico IV di Sassonia.

## Ascendenza
|                                   |                                   |                                   | Genitori                            |  |  | Nonni |  |  | Bisnonni                       |  |  | Trisnonni                         |  |
|                                   |                                   |                                   |                                     |  |  |       |  |  | Barnim VI di Pomerania-Wolgast |  |  | Vartislao VI di Pomerania-Wolgast |  |
|                                   |                                   |                                   |                                     |  |  |       |  |  | Barnim VI di Pomerania-Wolgast |  |  | Vartislao VI di Pomerania-Wolgast |  |
|                                   |                                   | Anna di Meclemburgo-Werle         |                                     |  |  |       |  |  | Barnim VI di Pomerania-Wolgast |  |  |                                   |  |
| Vartislao IX di Pomerania-Wolgast |                                   |                                   |                                     |  |  |       |  |  | Barnim VI di Pomerania-Wolgast |  |  |                                   |  |
|                                   |                                   | Veronica di Hohenzollern          | Federico V di Norimberga            |  |  |       |  |  |                                |  |  |                                   |  |
|                                   |                                   | Veronica di Hohenzollern          | Federico V di Norimberga            |  |  |       |  |  |                                |  |  |                                   |  |
|                                   |                                   | Veronica di Hohenzollern          | Elisabetta di Meißen                |  |  |       |  |  |                                |  |  |                                   |  |
| Eric II di Pomerania-Wolgast      |                                   | Veronica di Hohenzollern          |                                     |  |  |       |  |  |                                |  |  |                                   |  |
|                                   |                                   | Eric IV di Sassonia-Lauenburg     | Eric II di Sassonia-Lauenburg       |  |  |       |  |  |                                |  |  |                                   |  |
|                                   |                                   | Eric IV di Sassonia-Lauenburg     | Eric II di Sassonia-Lauenburg       |  |  |       |  |  |                                |  |  |                                   |  |
|                                   |                                   | Eric IV di Sassonia-Lauenburg     | Agnese di Schauenburg-Holstein-Plön |  |  |       |  |  |                                |  |  |                                   |  |
| Sofia di Sassonia-Lauenburg       |                                   | Eric IV di Sassonia-Lauenburg     |                                     |  |  |       |  |  |                                |  |  |                                   |  |
|                                   |                                   | Sofia di Brunswick-Wolfenbüttel   | Magnus II di Brunswick-Wolfenbüttel |  |  |       |  |  |                                |  |  |                                   |  |
|                                   |                                   | Sofia di Brunswick-Wolfenbüttel   | Magnus II di Brunswick-Wolfenbüttel |  |  |       |  |  |                                |  |  |                                   |  |
|                                   |                                   | Sofia di Brunswick-Wolfenbüttel   | Caterina di Anhalt-Bernburg         |  |  |       |  |  |                                |  |  |                                   |  |
| Sofia di Pomerania-Wolgast        |                                   | Sofia di Brunswick-Wolfenbüttel   |                                     |  |  |       |  |  |                                |  |  |                                   |  |
|                                   | Boghislao VIII di Pomerania-Stolp | Boghislao V di Pomerania          |                                     |  |  |       |  |  |                                |  |  |                                   |  |
|                                   | Boghislao VIII di Pomerania-Stolp | Boghislao V di Pomerania          |                                     |  |  |       |  |  |                                |  |  |                                   |  |
|                                   | Boghislao VIII di Pomerania-Stolp | Adelaide di Braunschweig-Osterode |                                     |  |  |       |  |  |                                |  |  |                                   |  |
| Boghislao IX di Pomerania-Stolp   | Boghislao VIII di Pomerania-Stolp |                                   |                                     |  |  |       |  |  |                                |  |  |                                   |  |
|                                   |                                   | Sofia di Holstein                 | Enrico II di Holstein-Rendsburg     |  |  |       |  |  |                                |  |  |                                   |  |
|                                   |                                   | Sofia di Holstein                 | Enrico II di Holstein-Rendsburg     |  |  |       |  |  |                                |  |  |                                   |  |
|                                   |                                   | Sofia di Holstein                 | Ingeborg di Meclemburgo-Schwerin    |  |  |       |  |  |                                |  |  |                                   |  |
| Sofia di Pomerania-Stolp          |                                   | Sofia di Holstein                 |                                     |  |  |       |  |  |                                |  |  |                                   |  |
|                                   |                                   | Siemowit IV di Masovia            | Siemowit III di Masovia             |  |  |       |  |  |                                |  |  |                                   |  |
|                                   |                                   | Siemowit IV di Masovia            | Siemowit III di Masovia             |  |  |       |  |  |                                |  |  |                                   |  |
|                                   |                                   | Siemowit IV di Masovia            | Eufemia di Opava                    |  |  |       |  |  |                                |  |  |                                   |  |
| Maria di Masovia                  |                                   | Siemowit IV di Masovia            |                                     |  |  |       |  |  |                                |  |  |                                   |  |
|                                   |                                   | Alessandra di Lituania            | Algirdas di Lituania                |  |  |       |  |  |                                |  |  |                                   |  |
|                                   |                                   | Alessandra di Lituania            | Algirdas di Lituania                |  |  |       |  |  |                                |  |  |                                   |  |
|                                   |                                   | Alessandra di Lituania            | Uliana di Tver'                     |  |  |       |  |  |                                |  |  |                                   |  |
|                                   |                                   | Alessandra di Lituania            |                                     |  |  |       |  |  |                                |  |  |                                   |  |